# Сурен (гора)
Суре́н — гірська вершина у східній частині Великого Кавказу. Знаходиться на півночі Азербайджану.